# Březovice
Obec Březovice (hlavní katastrální území se nazývá Březovice pod Bezdězem, německy Zolldorf) se nachází v okrese Mladá Boleslav, kraj Středočeský. Rozkládá se asi šestnáct kilometrů severozápadně od Mladé Boleslavi. Žije zde 350 obyvatel.

## Historie
První písemná zmínka o obci pochází z roku 1348.

### Územněsprávní začlenění
Dějiny územněsprávního začleňování zahrnují období od roku 1850 do současnosti. V chronologickém přehledu je uvedena územně administrativní příslušnost obce v roce, kdy ke změně došlo:
- 1850 země česká, kraj Jičín, politický okres Mladá Boleslav, soudní okres Bělá[4]
- 1855 země česká, kraj Mladá Boleslav, soudní okres Bělá[4]
- 1868 země česká, politický okres Mnichovo Hradiště, soudní okres Bělá[4]
- 1939 země česká, Oberlandrat Jičín, politický okres Mnichovo Hradiště, soudní okres Bělá pod Bezdězem[5]
- 1942 země česká, Oberlandrat Praha, politický okres Mladá Boleslav, soudní okres Bělá pod Bezdězem[6]
- 1945 země česká, správní okres Mnichovo Hradiště, soudní okres Bělá pod Bezdězem[7]
- 1949 Liberecký kraj, okres Doksy[8]
- 1960 Středočeský kraj, okres Mladá Boleslav[9]

### Rok 1932
V obci Březovice (přísl. Valdštýnsko II, 418 obyvatel) byly v roce 1932 evidovány tyto živnosti a obchody: 2 hostince, kolář, kovář, obuvník, pila, 4 rolníci, řezník, sedlář, 3 obchody se smíšeným zbožím, Spořitelní a záložní spolek pro Březovice, šrotovník, tesařský mistr, 3 trafiky.
V obci Bezdědice (něm. Klein-Bösig, přísl. Valdštýnsko I, 199 obyvatel, katol. kostel, samostatná obec se později stala součástí Březovic) byly v roce 1932 evidovány tyto živnosti a obchody: 2 hostince, obchod se smíšeným zbožím, kovář, obuvník, Spar- und Darlehenskassen-Verein für Klein-Bösig, trafika.
V obci Březinka (320 obyvatel, samostatná obec se později stala součástí Březovic) byly v roce 1932 evidovány tyto živnosti a obchody: obchod s dobytkem, 3 hostince, kovář, 8 rolníků, 2 obchody se smíšeným zbožím, trafika.

## Pamětihodnosti
- Torzo sochy svatého Jana Nepomuckého, severovýchodně od mýtiny Valdštýnsko (nyní pouze zbytky)
- Pozůstatky barokního pavilonového loveckého zámečku Valdštejnsko
- Soubor lidové architektury v místní části obce Víska

## Osobnosti
- Karel Sellner (1873–1955), pedagog, okresní školní inspektor, spisovatel, učil v Březovicích mezi lety 1897–1901, roku 1947 zde získal čestné občanství

## Části obce
- Březovice
- Víska

Od 1. ledna 1980 do 31. prosince 1985 k obci patřily i Bezdědice a Březinka.

## Doprava
Silniční doprava
Do obce vedou silnice III. třídy.
Železniční doprava
Železniční trať ani stanice na území obce nejsou. Nejblíže obci jižním směrem je železniční dopravna Skalsko ve vzdálenosti 4,5 km ležící na trati 076 z Mělníka do Mladé Boleslavi. Směrem na sever je to železniční stanice Bezděz na trati 080 z Bakova nad Jizerou do České Lípy.
Autobusová doprava
V obci měly v pracovních dnech května 2011 zastávky příměstské autobusové linky Bělá pod Bezdězem-Březovice-Bělá pod Bezdězem,Bezdědice (4 páry spojů) a Mladá Boleslav-Katusice-Bělá pod Bezdězem,Bezdědice (6 párů spojů) (dopravce TRANSCENTRUM bus, s.r.o.) 